# Victorius Dwiardy

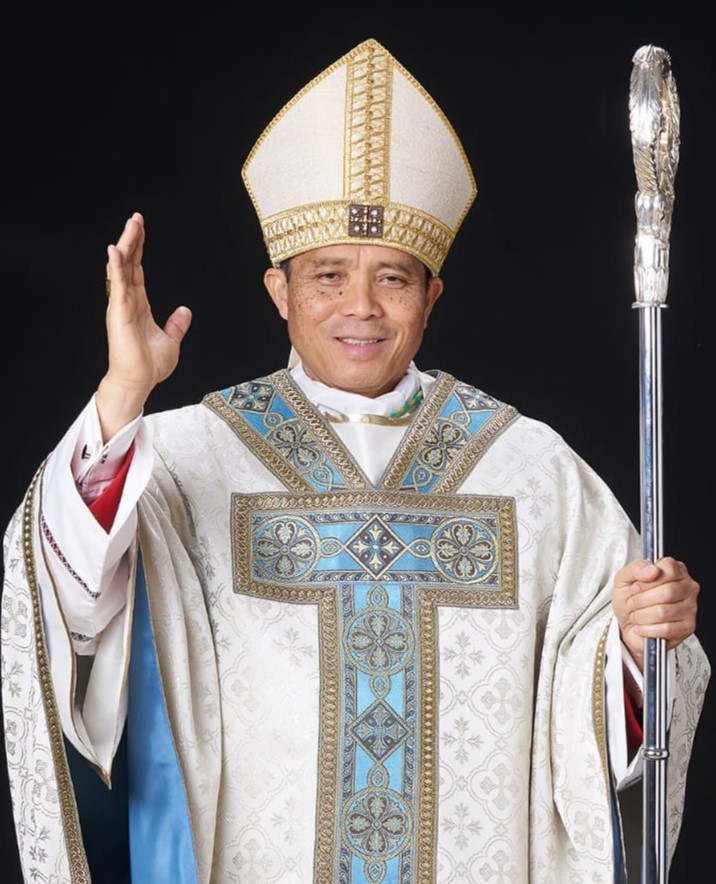
Victorius Dwiardy (August 2023)

Victorius Dwiardy OFMCap (* 14. Dezember 1968 in Sebalos, Kalimantan Barat) ist ein indonesischer römisch-katholischer Ordensgeistlicher und Bischof von Banjarmasin.

## Leben
Victorius Dwiardy trat in Parapat in das Noviziat der Kapuziner ein und studierte anschließend Philosophie und Theologie am interdiözesanen Priesterseminar in Pematang Siantar. Er legte 1997 die ewige Profess ab und empfing am 10. Oktober 1998 das Sakrament der Priesterweihe.
Nach der Priesterweihe war er zunächst bis 2001 Kaplan an der Kathedrale des Erzbistums Pontianak. Von 2002 bis 2008 studierte er an der Christian University of Indonesia in Jakarta Privatrecht und war während dieser Zeit Kaplan der dortigen Pfarrei St. Fransiskus Asisi. Ab 2008 war er bis 2012 Kanzler des Erzbistums Pontianak und bis 2013 Präsident der Stiftung Dharma Insan. Von 2009 bis 2012 war er zudem Provinzialrat der Kapuziner in Pontianak. Ab 2013 war er als Generaldefinitor der Kapuziner in Rom tätig, ab 2020 mit der besonderen Beauftragung für die Region Asien-Pazifik.
Papst Franziskus ernannte ihn am 8. Juli 2023 zum Bischof von Banjarmasin. Der Apostolische Nuntius in Indonesien, Erzbischof Piero Pioppo, spendete ihm am 4. November desselben Jahres im Grand Palace von Banjarmasin die Bischofsweihe. Mitkonsekratoren waren der Erzbischof von Pontianak, Agustinus Agus, und sein Amtsvorgänger als Bischof von Banjarmasin, Petrus Boddeng Timang.